# Torneo Kurowashiki (maschile)
Il Torneo Kurowashiki è una competizione pallavolistica per club giapponese. Si affrontano i club della V.League Division 1, le migliori quattro formazioni della V.League, le migliori tre formazioni universitarie e la migliore formazione liceale giapponese.

## Albo d'oro
| Edizione                                                                                 | Edizione          | Podio                 | Podio         | Podio                 |               |
| Anno                                                                                     | Sede della finale | Campione              | Risultato     | Finalista             |               |
| ---------------------------------------------------------------------------------------- | ----------------- | --------------------- | ------------- | --------------------- | ------------- |
| Dal 1952 al 1980 la competizione è denominata "Torneo Intercity"                         |                   |                       |               |                       |               |
| 1952 Dettagli                                                                            | Osaka             | Yahata Steel          | 2 - 0         | Hyogo Club            |               |
| 1953 Dettagli                                                                            | Osaka             | Yahata Steel          | 2 - 0         | Toyo Rayon Kuryukai   |               |
| 1954 Dettagli                                                                            | Osaka             | Nihon Koukan          | 2 - 0         | Sumitomo Metal Kokura |               |
| 1955 Dettagli                                                                            | Osaka             | Nihon Koukan          | 2 - 1         | Sumitomo Metal Kokura |               |
| 1956 Dettagli                                                                            | Osaka             | Sumitomo Metal Kokura | 2 - 1         | Nihon Koukan          |               |
| 1957 Dettagli                                                                            | Osaka             | Yahata Steel          | 2 - 0         | Matsushita Electric   |               |
| 1958 Dettagli                                                                            | Osaka             | Sumitomo Metal Kokura | 2 - 0         | Matsushita Electric   |               |
| 1959 Dettagli                                                                            | Osaka             | Nihon Koukan          | 2 - 0         | Toyo Rayon Kuryukai   |               |
| 1960 Dettagli                                                                            | Osaka             | Yahata Steel          | 2 - 1         | Nihon Koukan          |               |
| 1961 Dettagli                                                                            | Osaka             | Toyo Rayon Kuryukai   | 2 - 0         | Nihon Koukan          |               |
| 1962 Dettagli                                                                            | Osaka             | Nihon Koukan          | 3 - 0         | Matsushita Electric   |               |
| 1963 Dettagli                                                                            | Osaka             | Toyo Rayon Kuryukai   | 3 - 1         | Nihon Koukan          |               |
| 1964 Dettagli                                                                            | Osaka             | Matsushita Electric   | 3 - 0         | Fujifilm              |               |
| 1965 Dettagli                                                                            | Osaka             | Nihon Koukan          | 3 - 2         | Matsushita Electric   |               |
| 1966 Dettagli                                                                            | Osaka             | Matsushita Electric   | 3 - 0         | Asahikasei Sparkids   |               |
| 1967 Dettagli                                                                            | Osaka             | Yahata Steel          | 3 - 2         | Matsushita Electric   |               |
| 1968 Dettagli                                                                            | Osaka             | Matsushita Electric   | 3 - 1         | Nihon Koukan          |               |
| 1969 Dettagli                                                                            | Osaka             | Matsushita Electric   | 3 - 1         | Monopoly Hiroshima    |               |
| 1970 Dettagli                                                                            | Osaka             | Nihon Koukan          | 3 - 2         | Matsushita Electric   |               |
| 1971 Dettagli                                                                            | Osaka             | Nihon Koukan          | 3 - 2         | Matsushita Electric   |               |
| 1972 Dettagli                                                                            | Osaka             | Sumitomo Light Metal  | 3 - 1         | Sumitomo Metal Kokura |               |
| 1973 Dettagli                                                                            | Osaka             | Matsushita Electric   | 3 - 1         | Nihon Koukan          |               |
| 1974 Dettagli                                                                            | Osaka             | Nippon Steel          | 3 - 1         | Fujifilm              |               |
| 1975 Dettagli                                                                            | Osaka             | Nippon Steel          | 3 - 0         | Fujifilm              |               |
| 1976 Dettagli                                                                            | Osaka             | Nippon Steel          | 3 - 0         | Fujifilm              |               |
| 1977 Dettagli                                                                            | Osaka             | Nippon Steel          | 3 - 0         | Monopoly Hiroshima    |               |
| 1978 Dettagli                                                                            | Osaka             | Fujifilm              | 3 - 1         | Monopoly Hiroshima    |               |
| 1979 Dettagli                                                                            | Osaka             | Suntory               | 3 - 2         | Nihon Koukan          |               |
| 1980 Dettagli                                                                            | Osaka             | Nippon Steel          | 3 - 0         | Cina                  |               |
| Dal 1981 al 1983 la competizione è denominata "Campionato Intercity"                     |                   |                       |               |                       |               |
| 1981 Dettagli                                                                            | Osaka             | Matsushita Electric   | 3 - 2         | Nihon Koukan          |               |
| 1982 Dettagli                                                                            | Osaka             | Nihon Koukan          | 3 - 1         | Nippon Steel          |               |
| 1983 Dettagli                                                                            | Osaka             | Fujifilm              | 3 - 0         | Nippon Steel          |               |
| Dal 1984 al 1995 la competizione è denominata "Torneo Kurowashiki"                       |                   |                       |               |                       |               |
| 1984 Dettagli                                                                            | Osaka             | Nippon Steel          | 3 - 1         | Fujifilm              |               |
| 1985 Dettagli                                                                            | Osaka             | Suntory               | 3 - 0         | Fujifilm              |               |
| 1986 Dettagli                                                                            | Osaka             | Fujifilm              | 3 - 0         | Suntory               |               |
| 1987 Dettagli                                                                            | Osaka             | Fujifilm              | 3 - 1         | Nippon Steel          |               |
| 1988 Dettagli                                                                            | Osaka             | Nippon Steel          | 3 - 0         | Hosei University      |               |
| 1989 Dettagli                                                                            | Osaka             | Nippon Steel          | 3 - 1         | Fujifilm              |               |
| 1990 Dettagli                                                                            | Osaka             | Nippon Steel          | 3 - 1         | JT                    |               |
| 1991 Dettagli                                                                            | Osaka             | Suntory               | 3 - 1         | Nippon Steel          |               |
| 1992 Dettagli                                                                            | Osaka             | NEC Blue Rockets      | 3 - 1         | Suntory               |               |
| 1993 Dettagli                                                                            | Osaka             | NEC Blue Rockets      | 3 - 1         | Nippon Steel          |               |
| 1994 Dettagli                                                                            | Osaka             | NEC Blue Rockets      | 3 - 2         | Fujifilm              |               |
| 1995 Dettagli                                                                            | Osaka             | Suntory Sunbirds      | 3 - 1         | Panasonic Panthers    |               |
| 1996 Dettagli                                                                            | Osaka             | NEC Blue Rockets      | 3 - 0         | Fujifilm              |               |
| Dal 1997 al 2006 la competizione è denominata "Torneo Kurowashiki Coppa dell'Imperatore" |                   |                       |               |                       |               |
| 1997 Dettagli                                                                            | Osaka             | NEC Blue Rockets      | 0 - 3         | Panasonic Panthers    |               |
| 1998 Dettagli                                                                            | Osaka             | Panasonic Panthers    | 0 - 3         | Nippon Steel          |               |
| 1999 Dettagli                                                                            | Osaka             | NEC Blue Rockets      | 3 - 2         | Suntory Sunbirds      |               |
| 2000 Dettagli                                                                            | Osaka             | Suntory Sunbirds      | 3 - 1         | NEC Blue Rockets      |               |
| 2001 Dettagli                                                                            | Osaka             | JT Thunders           | 3 - 1         | Suntory Sunbirds      |               |
| 2002 Dettagli                                                                            | Osaka             | Toray Arrows          | 3 - 0         | Suntory Sunbirds      |               |
| 2003 Dettagli                                                                            | Osaka             | NEC Blue Rockets      | 3 - 0         | Sakai Blazers         |               |
| 2004 Dettagli                                                                            | Osaka             | JT Thunders           | 3 - 1         | Toray Arrows          |               |
| 2005 Dettagli                                                                            | Osaka             | Toray Arrows          | 3 - 1         | NEC Blue Rockets      |               |
| 2006 Dettagli                                                                            | Osaka             | Toray Arrows          | 3 - 0         | Tōkai Daigaku         |               |
| Dal 2007 la competizione è denominata "Torneo Kurowashiki"                               |                   |                       |               |                       |               |
| 2007 Dettagli                                                                            | Osaka             | NEC Blue Rockets      | 3 - 0         | Toyoda Trefuerza      |               |
| 2008 Dettagli                                                                            | Osaka             | Panasonic Panthers    | 3 - 2         | NEC Blue Rockets      |               |
| 2009 Dettagli                                                                            | Osaka             | Osaka Bluteon         | 3 - 0         | Toray Arrows          |               |
| 2010 Dettagli                                                                            | Osaka             | Panasonic Panthers    | 3 - 0         | JT Thunders           |               |
| 2011 Dettagli                                                                            | Osaka             | Toray Arrows          | 3 - 0         | Sakai Blazers         |               |
| 2012 Dettagli                                                                            | Osaka             | Panasonic Panthers    | 3 - 0         | FC Tokyo              |               |
| 2013 Dettagli                                                                            | Osaka             | Suntory Sunbirds      | 3 - 2         | Panasonic Panthers    |               |
| 2014 Dettagli                                                                            | Osaka             | Panasonic Panthers    | 3 - 1         | JT Thunders           |               |
| 2015 Dettagli                                                                            | Osaka             | Suntory Sunbirds      | 3 - 1         | Toray Arrows          |               |
| 2016 Dettagli                                                                            | Osaka             | JT Thunders           | 3 - 0         | JTEKT Stings          |               |
| 2017 Dettagli                                                                            | Osaka             | JT Thunders           | 3 - 2         | Panasonic Panthers    |               |
| 2018 Dettagli                                                                            | Osaka             | Panasonic Panthers    | 3 - 1         | JTEKT Stings          |               |
| 2019 Dettagli                                                                            | Osaka             | Suntory Sunbirds      | 3 - 1         | Panasonic Panthers    |               |
| 2020                                                                                     | -                 | Non disputata         | Non disputata | Non disputata         | Non disputata |
| 2021 Dettagli                                                                            | Osaka             | Non terminata         | Non terminata | Non terminata         |               |
| 2022 Dettagli                                                                            | Osaka             | Suntory Sunbirds      | 3 - 0         | JTEKT Stings          |               |
| 2023 Dettagli                                                                            | Osaka             | WolfDogs Nagoya       | 3 - 0         | Suntory Sunbirds      |               |
| 2024 Dettagli                                                                            | Osaka             | Suntory Sunbirds      | 3 - 2         | Panasonic Panthers    |               |
| 2025 Dettagli                                                                            | Osaka             | Waseda Daigaku        | 3 - 1         | Kawasaki Red Spirits  |               |

## Palmarès
| Squadre               | Titoli | Edizioni                                                                           |
| --------------------- | ------ | ---------------------------------------------------------------------------------- |
| Sakai Blazers         | 14     | 1952, 1953, 1957, 1960, 1967, 1974, 1975, 1976, 1977, 1980, 1984, 1988, 1989, 1990 |
| Osaka Bluteon         | 13     | 1964, 1966, 1968, 1969, 1973, 1981, 1998, 2008, 2009, 2010, 2012, 2014, 2018       |
| Suntory Sunbirds      | 10     | 1979, 1985, 1991, 1995, 2000, 2013, 2015, 2019, 2022, 2024                         |
| Nihon Koukan          | 8      | 1954, 1955, 1959, 1962, 1965, 1970, 1971, 1982                                     |
| NEC Blue Rockets      | 8      | 1992, 1993, 1994, 1996, 1997, 1999, 2003, 2007                                     |
| Toray Arrows Shizuoka | 6      | 1961, 1963, 2002, 2005, 2006, 2011                                                 |
| Fujifilm              | 4      | 1978, 1983, 1986, 1987                                                             |
| Hiroshima Thunders    | 4      | 2001, 2004, 2016, 2017                                                             |
| Sumitomo Metal Kokura | 2      | 1956, 1958                                                                         |
| Sumitomo Light Metal  | 1      | 1972                                                                               |
| WolfDogs Nagoya       | 1      | 2023                                                                               |
| Waseda Daigaku        | 1      | 2025                                                                               |